# Münchwilen TG
| TG ist das Kürzel für den Kanton Thurgau in der Schweiz. Es wird verwendet, um Verwechslungen mit anderen Einträgen des Namens Münchwilen zu vermeiden. |

Münchwilen ist eine politische Gemeinde und der Hauptort des gleichnamigen Bezirks im Schweizer Kanton Thurgau.

## Geographie
Münchwilen liegt im Hinterthurgau, bildet mit Sirnach eine Art Agglomeration und liegt etwa vier Kilometer westlich der sanktgallischen Stadt Wil. Die Murg fliesst durch Münchwilen.
Die Gemeinde umfasst Münchwilen und St. Margarethen sowie die Weiler Freudenberg, Holzmannshaus, Mezikon, Pfannenstil, Sedel und Sigensee. Oberhofen bei Münchwilen ist heute ein Ortsteil von Münchwilen.

## Geschichte

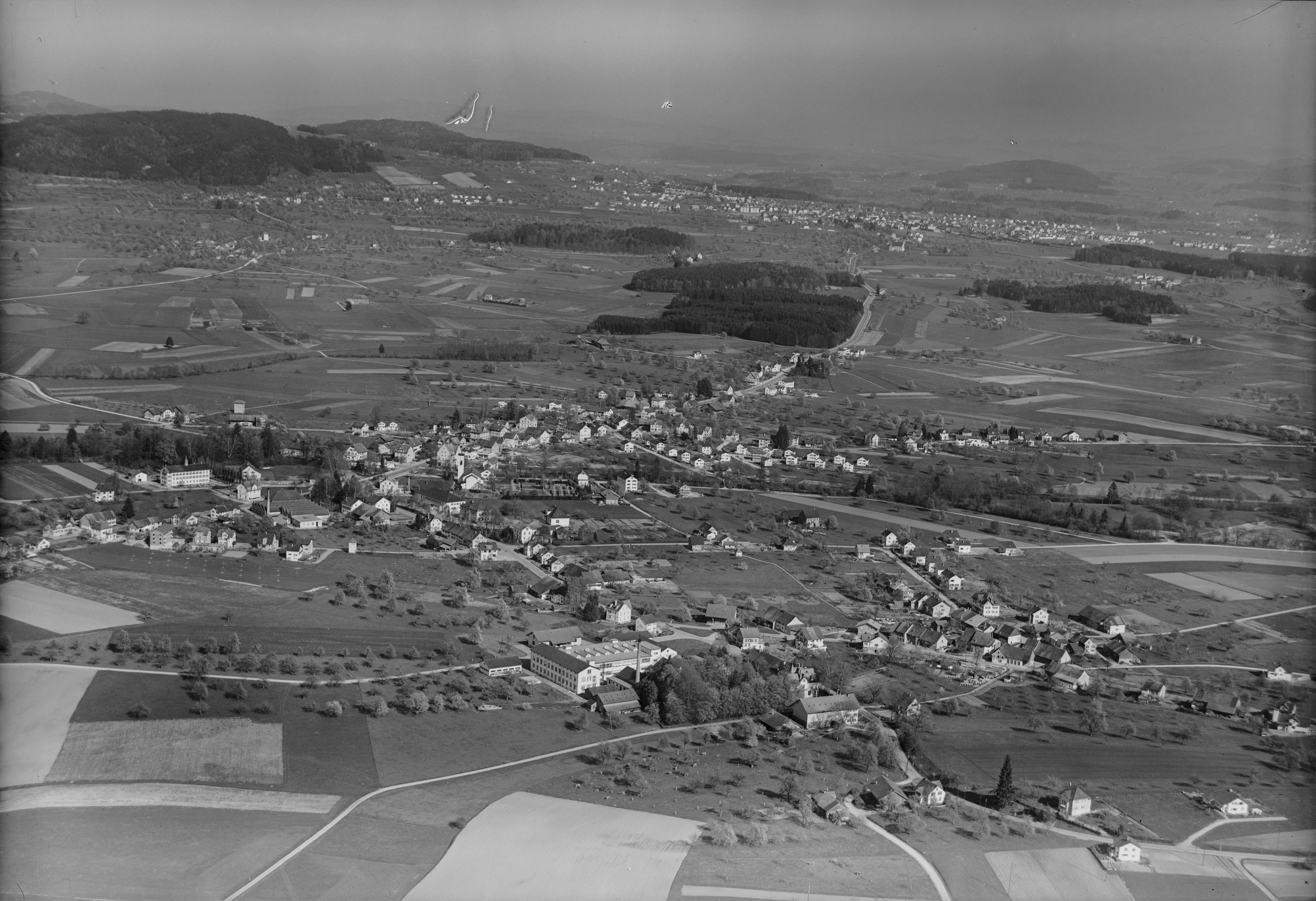
Münchwilen und im Hintergrund Wil SG, 1953

Für 1160 und 1170 ist in Münchwilen Grundbesitz des Klosters St. Gallen belegt. Vom späten 15. Jahrhundert bis 1798 gehörte Münchwilen zum sogenannten hohen Gericht am Tuttwilerberg, in dem der eidgenössische Landvogt bzw. sein Statthalter zu Hofen das Hoch- und das Niedergericht innehatte. Oberhofen und Sigensee gehörten zur Herrschaft Tannegg. Kirchlich teilte Münchwilen bis zur Gründung der evangelischen Kirchgemeinde Münchwilen-Eschlikon 1935 – zu der Oberhofen, St. Margarethen und Wallenwil gehören – das Schicksal der Pfarrei Sirnach, die zunächst zur Reformation überging, dann paritätisch war. 1937 wurde eine reformierte, 1968 die katholische Kirche St. Antonius gebaut.

Bau der Autobahn A1 im Jahr 1967

1601 ist eine Mühle erwähnt, die die Wasserkraft der Murg nutzte. Der 1774 erfolgte Bau der Murgbrücke nach Oberhofen und der Bau der Strasse Wil–Winterthur im Jahr 1785 boten die Grundlage für die Entwicklung von (Gast-)Gewerbe und Fabrikindustrie. Aus einer 1817 gegründeten Baumwollspinnerei gingen die Baumwollweberei Heitz mit einer Filiale in St. Margarethen und die Spinnerei Zellweger hervor. 1866 betrieb die Firma Wäffler-Egli 5228 Spindeln, und J. Heitz & Cie. beschäftigte ca. tausend Heimweber. 1871 wurde das regionale Industriezentrum Münchwilen anstelle von Tobel Bezirkshauptort. Vermutlich begünstigte die Eröffnung der Frauenfeld-Wil-Bahn 1887 das starke Wachstum um 1900. Im Ortskern sind Gewerbe und Industrie angesiedelt, so die 1858 als Essigfabrik Sutter gegründete Herstellerin von Reinigungsprodukten Diversey, die Swisstulle AG (seit 1913, bis 2002 als Schweizerische Gesellschaft für Tüllindustrie) und die Leuchten- und Metallwarenfabrik Huco AG (seit 1927). 1969 erhielt Münchwilen einen Anschluss an die Autobahn A1.
Von 1803 bis 1950 bildete Münchwilen eine Ortsgemeinde der Munizipalgemeinde Sirnach. In einem von 1812 bis 1824 dauernden Prozess vereinigte sich Münchwilen mit der Gemeinde Mezikon. 1950 schlossen sich die Ortsgemeinden Münchwilen, Oberhofen und St. Margarethen gegen den Widerstand der anderen zur Munizipalgemeinde Sirnach gehörigen Ortsgemeinden zur Einheitsgemeinde Münchwilen zusammen.
→ siehe auch Abschnitte Geschichte in den Artikeln Holzmannshaus, Oberhofen bei Münchwilen und St. Margarethen TG

## Wappen
Blasonierung: In Blau ein weisser Pfahl belegt mit drei fünfstrahligen Sternen.
Das Wappen geht auf die Herren von Münchwilen zurück, wurde aber um drei Sterne ergänzt, die für die ehemaligen Ortsgemeinden Münchwilen, Oberhofen und St. Margarethen stehen.

## Bevölkerung
| Hier fehlt eine Grafik, die leider im Moment aus technischen Gründen nicht angezeigt werden kann. Wir arbeiten daran! |

|                     | 1850  | 1900  | 1941  | 1950  | 1970  | 1980  | 2000  | 2010  | 2018  | 2023  |
| ------------------- | ----- | ----- | ----- | ----- | ----- | ----- | ----- | ----- | ----- | ----- |
| Politische Gemeinde |       |       |       | 2540  | 3252  | 3172  | 4553  | 4765  | 5607  | 5874  |
| Ortsgemeinde        | 400   | 585   | 1046  |       |       |       |       |       |       |       |
| Quelle              | [ 6 ] | [ 6 ] | [ 6 ] | [ 6 ] | [ 8 ] | [ 8 ] | [ 8 ] | [ 8 ] | [ 8 ] | [ 9 ] |

Von den insgesamt 5874 Einwohnern der Gemeinde Münchwilen am 31. Dezember 2023 waren 1334 bzw. 22,7 % ausländische Staatsbürger. 35,5 % (2084) waren römisch-katholisch und 22,9 % (1347) evangelisch-reformiert. Die Ortschaft Münchwilen zählte zu diesem Zeitpunkt 4738 Bewohner.

## Wirtschaft

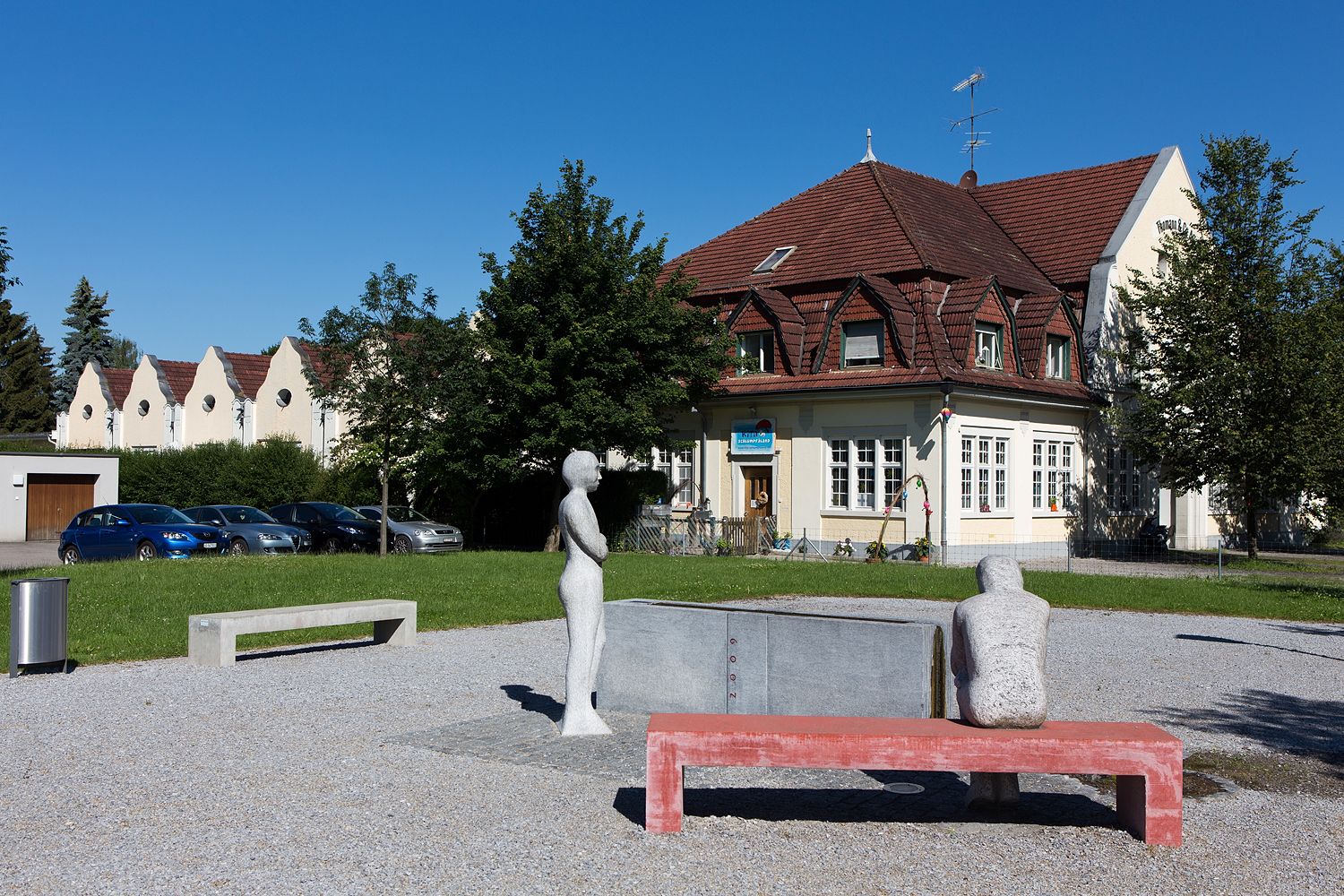
Ehemalige Strumpffabrik

Im Jahr 2016 bot Münchwilen 1906 Personen Arbeit (umgerechnet auf Vollzeitstellen). Davon waren 2,3 % in der Land- und Forstwirtschaft, 46,0 % in Industrie, Gewerbe und Bau sowie 51,7 % im Dienstleistungssektor tätig.

## Verkehr
Münchwilen ist durch die Frauenfeld-Wil-Bahn sowie mit einer Buslinie nach Sirnach für den öffentlichen Verkehr erschlossen. Die Hauptstrasse durch Münchwilen verläuft parallel zur Bahnlinie von Wil nach Frauenfeld. Die Ortschaft liegt zudem an der Autobahn A1 und hat eine eigene Ausfahrt.
Seit 2021 fährt die neue Buslinie 739 nach Sirnach.

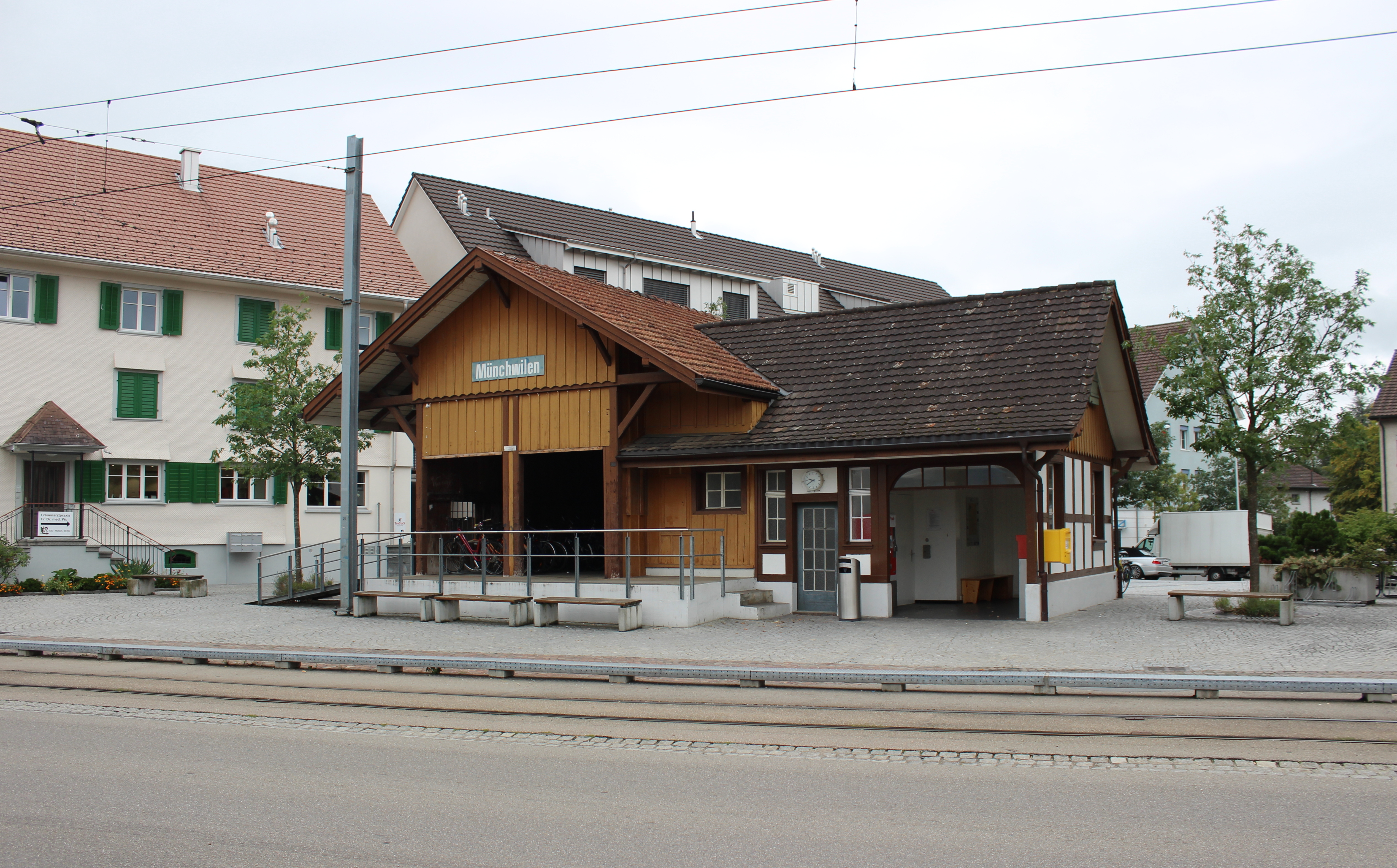
Bahnhof
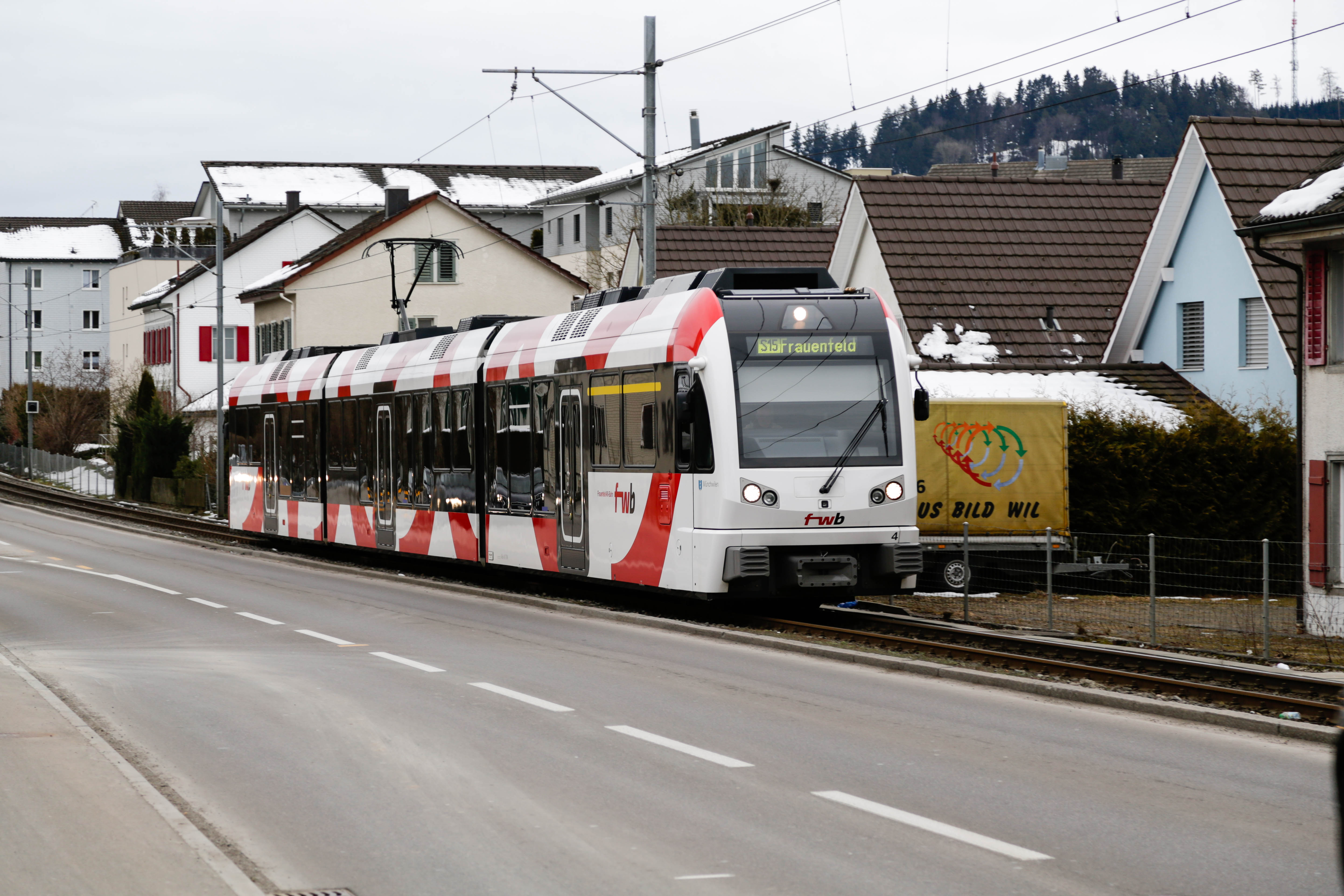
«Wilerbähnli» in Münchwilen
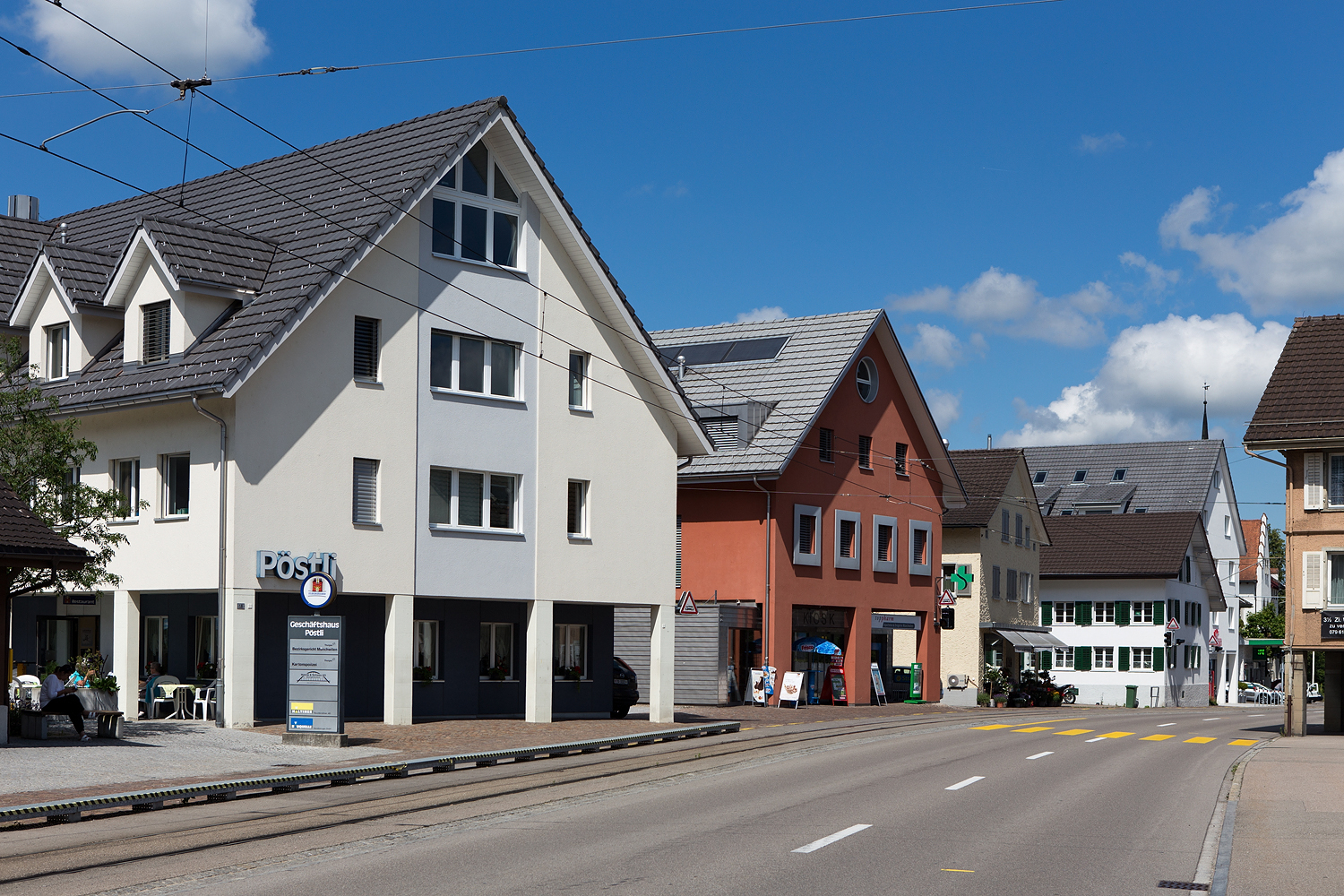
Wilerstrasse

## Sehenswürdigkeiten

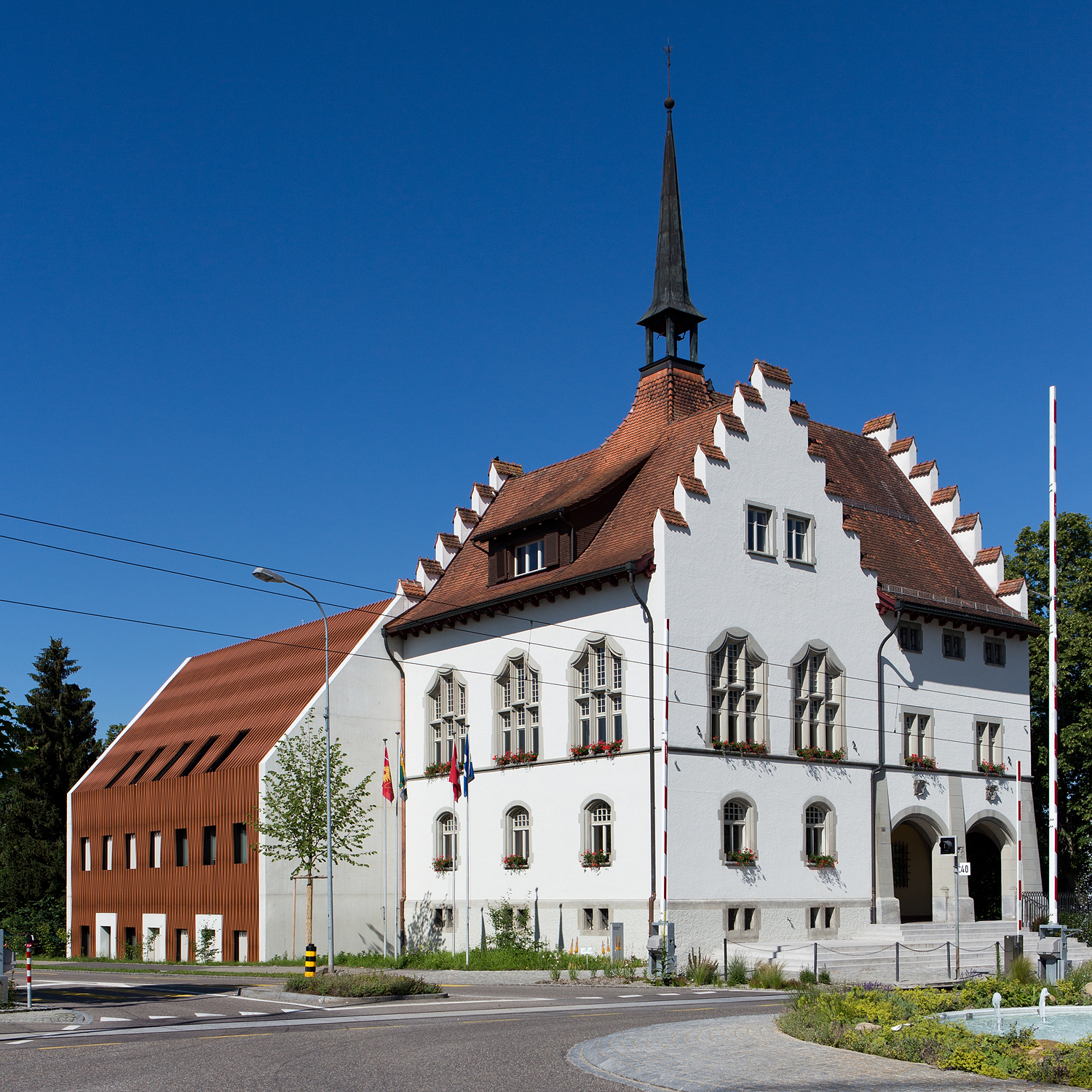
Gerichtshaus

## Bilder

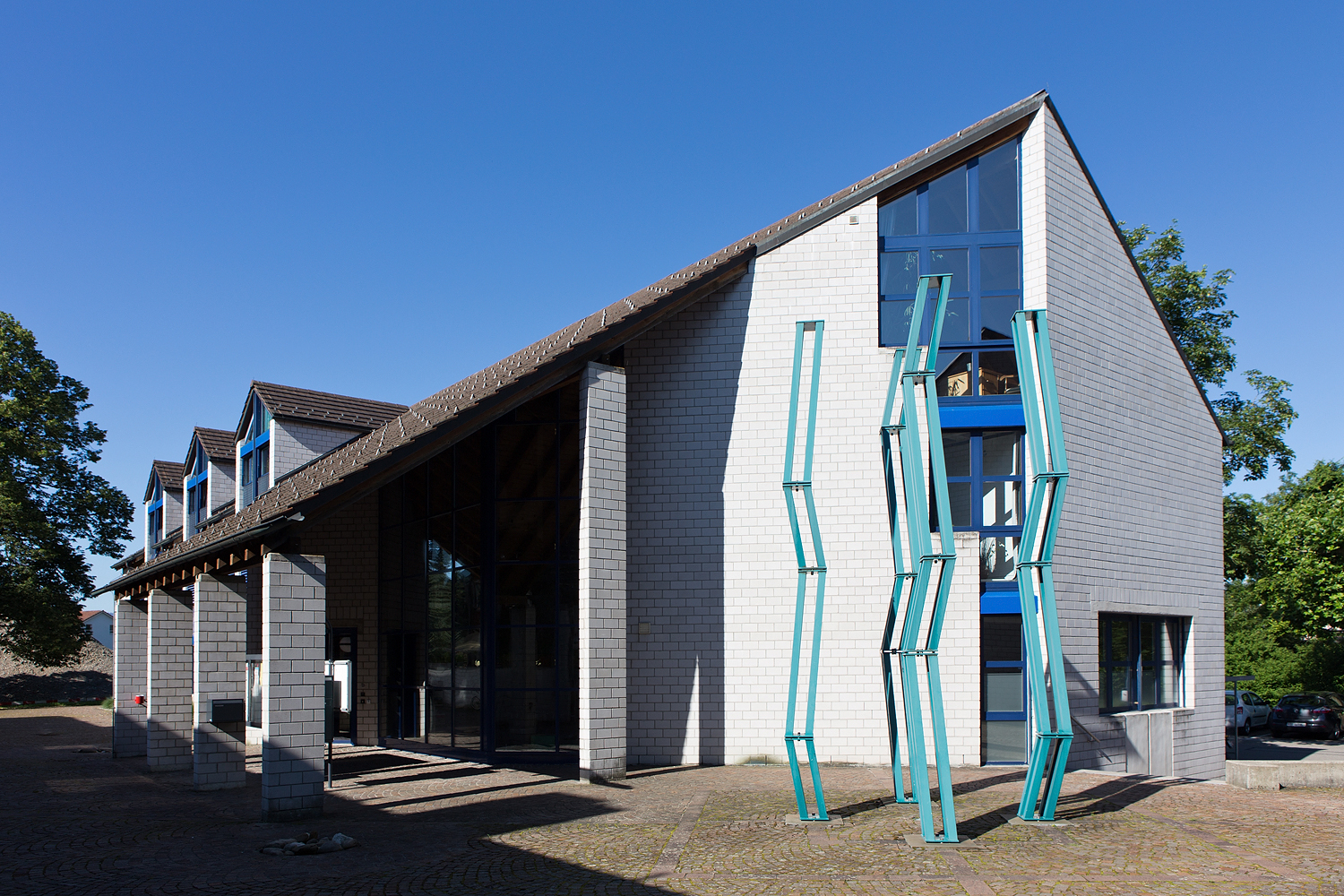
Gemeindehaus
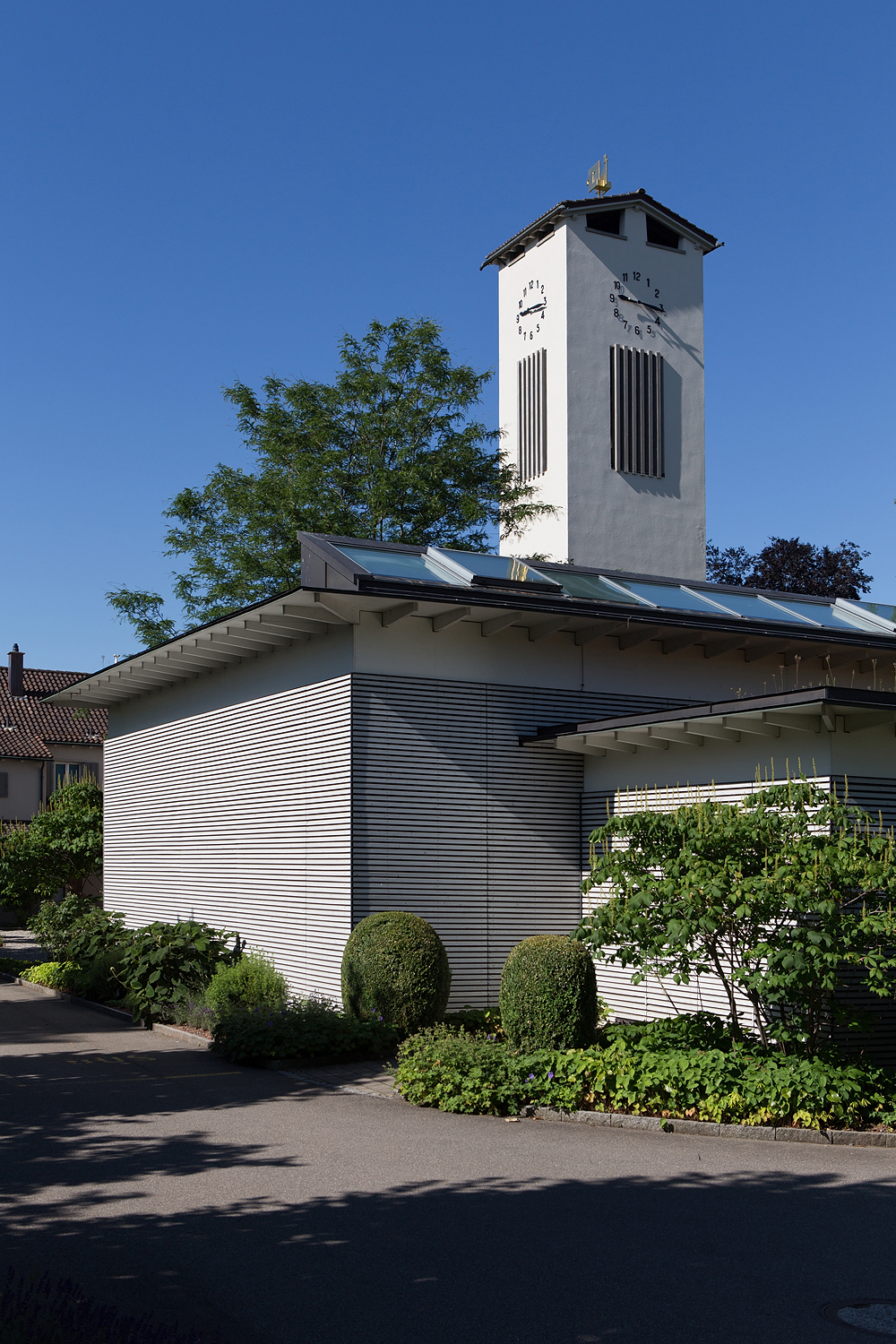
Reformierte Kirche
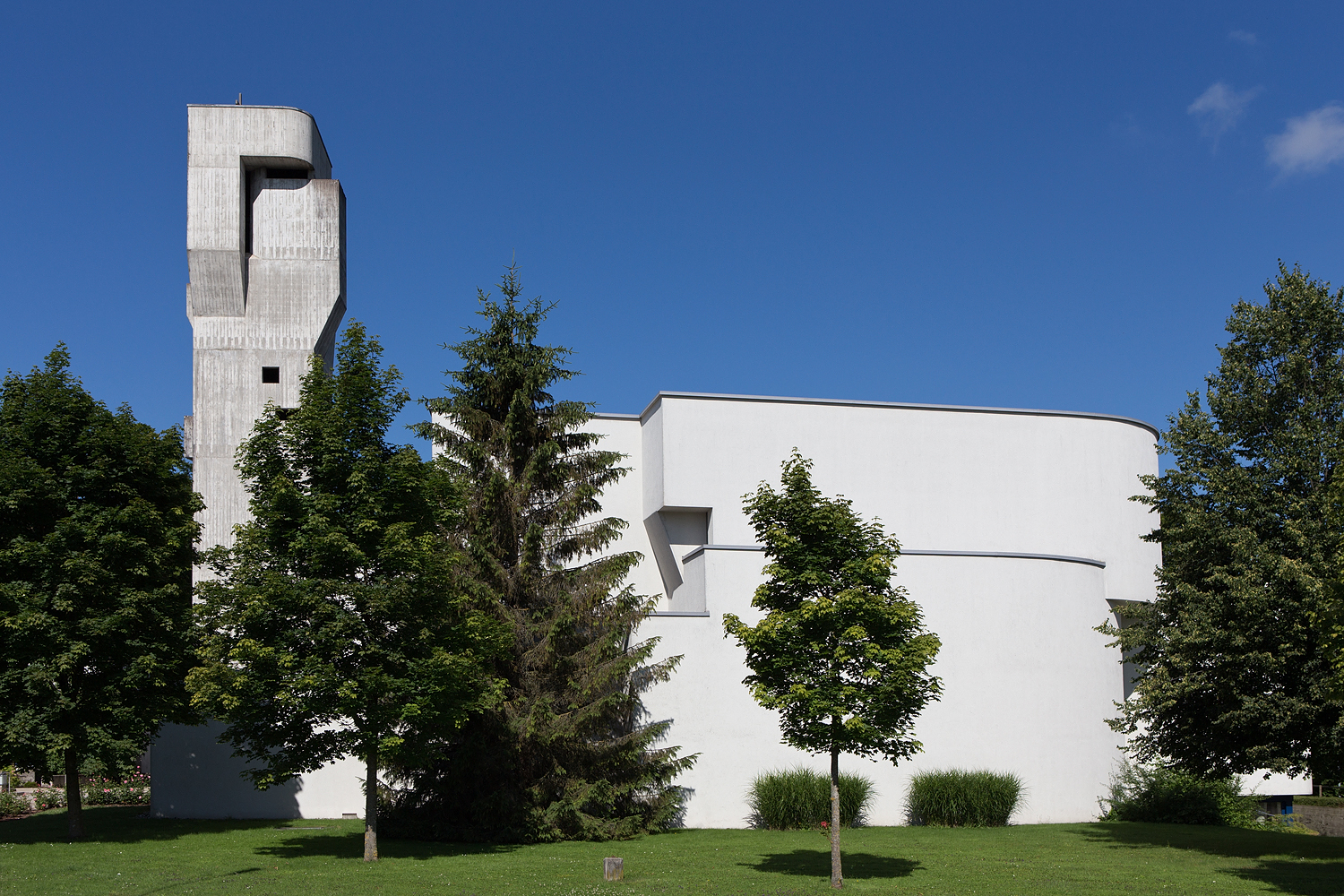
Katholische Kirche St. Antonius
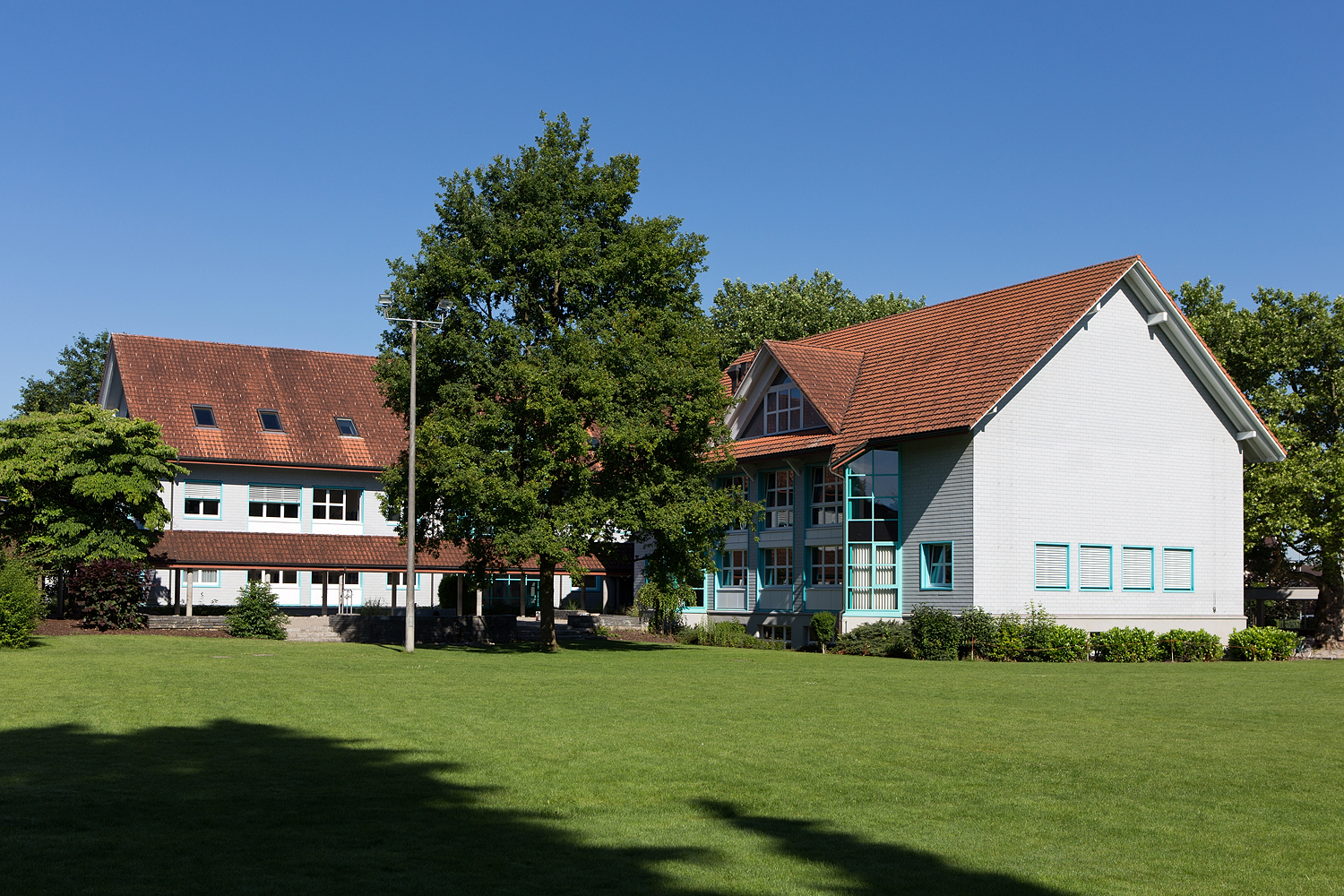
Schulzentrum Oberhofen

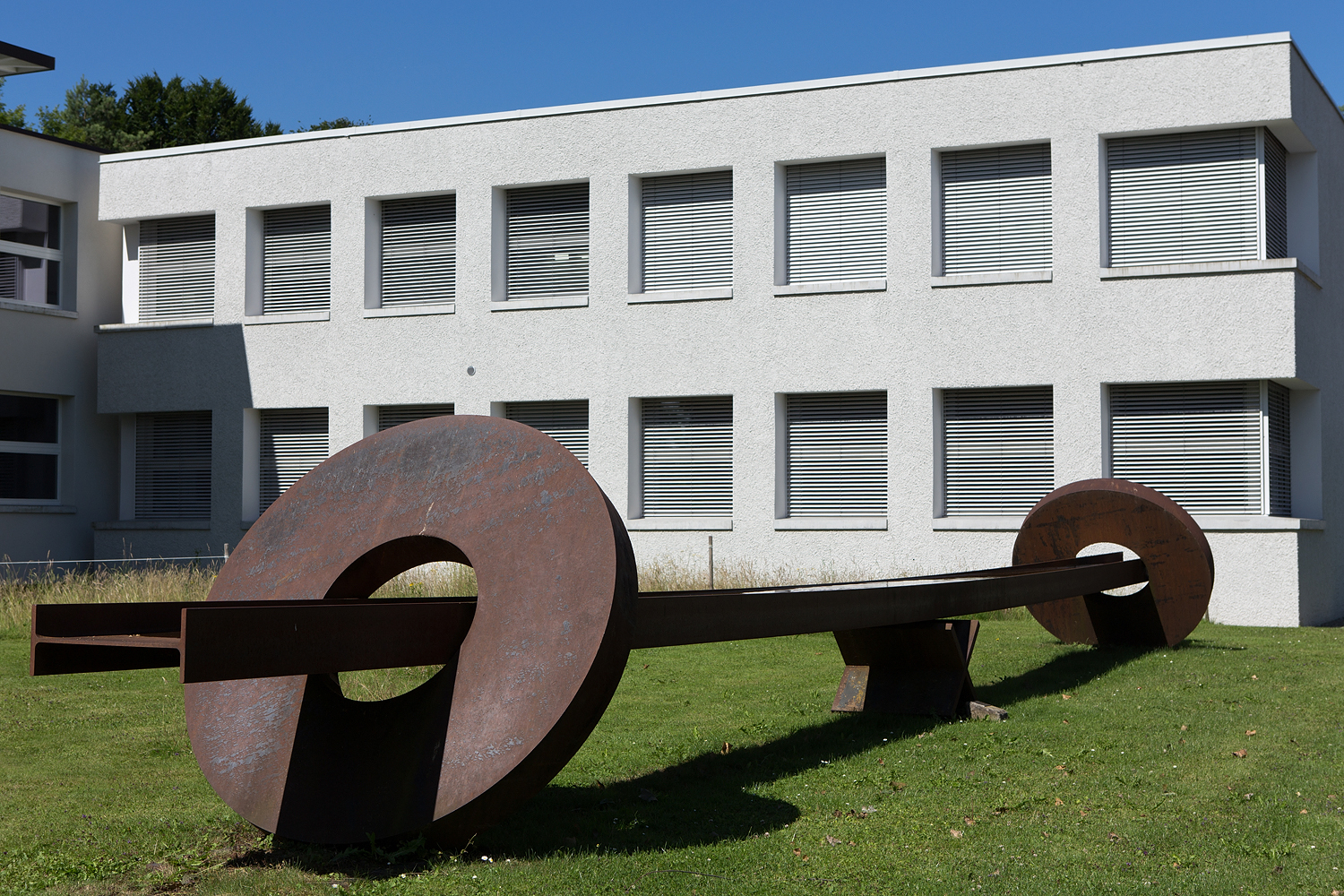
Oberstufenschulhaus Waldegg
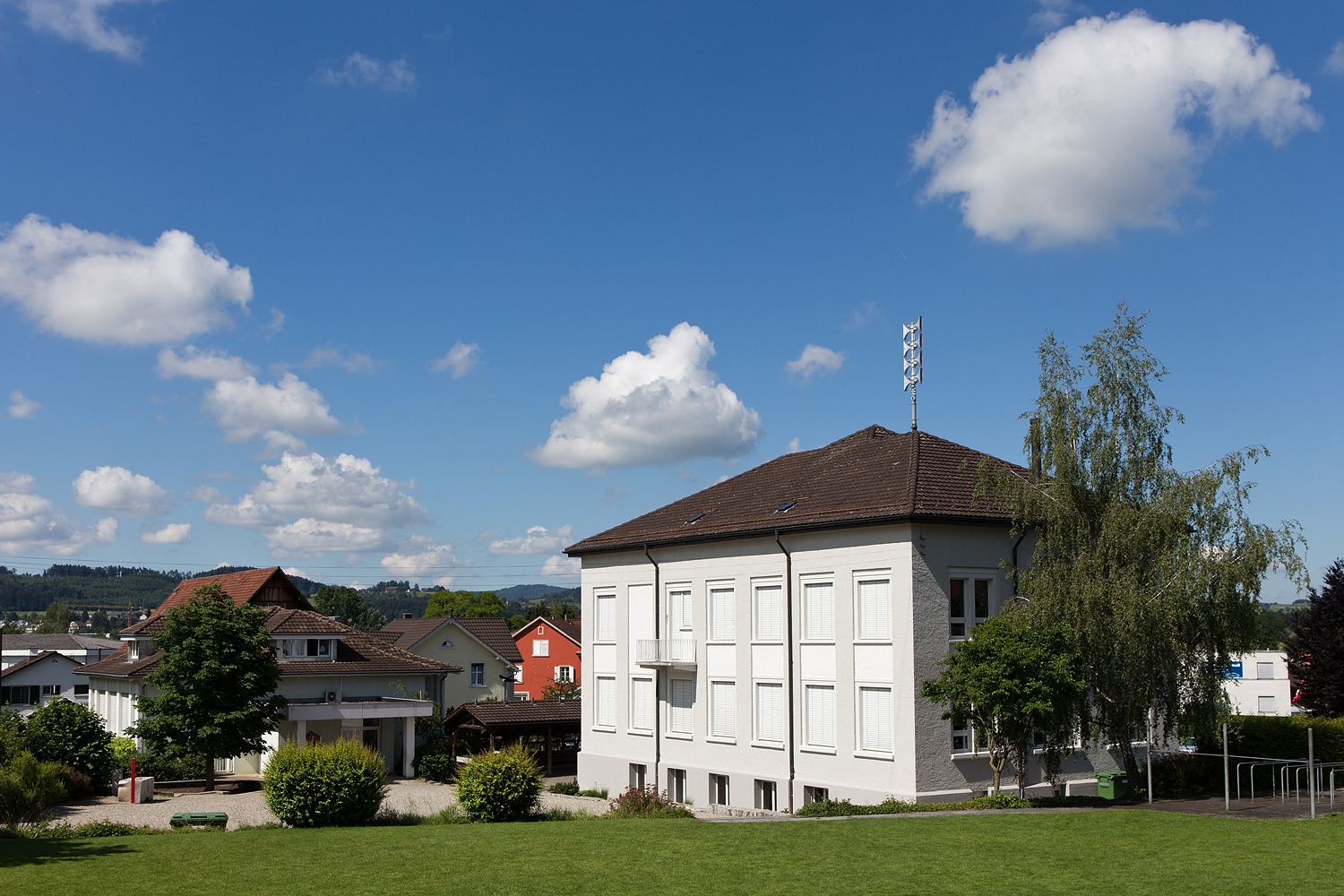
Schulhaus Kastanienhof
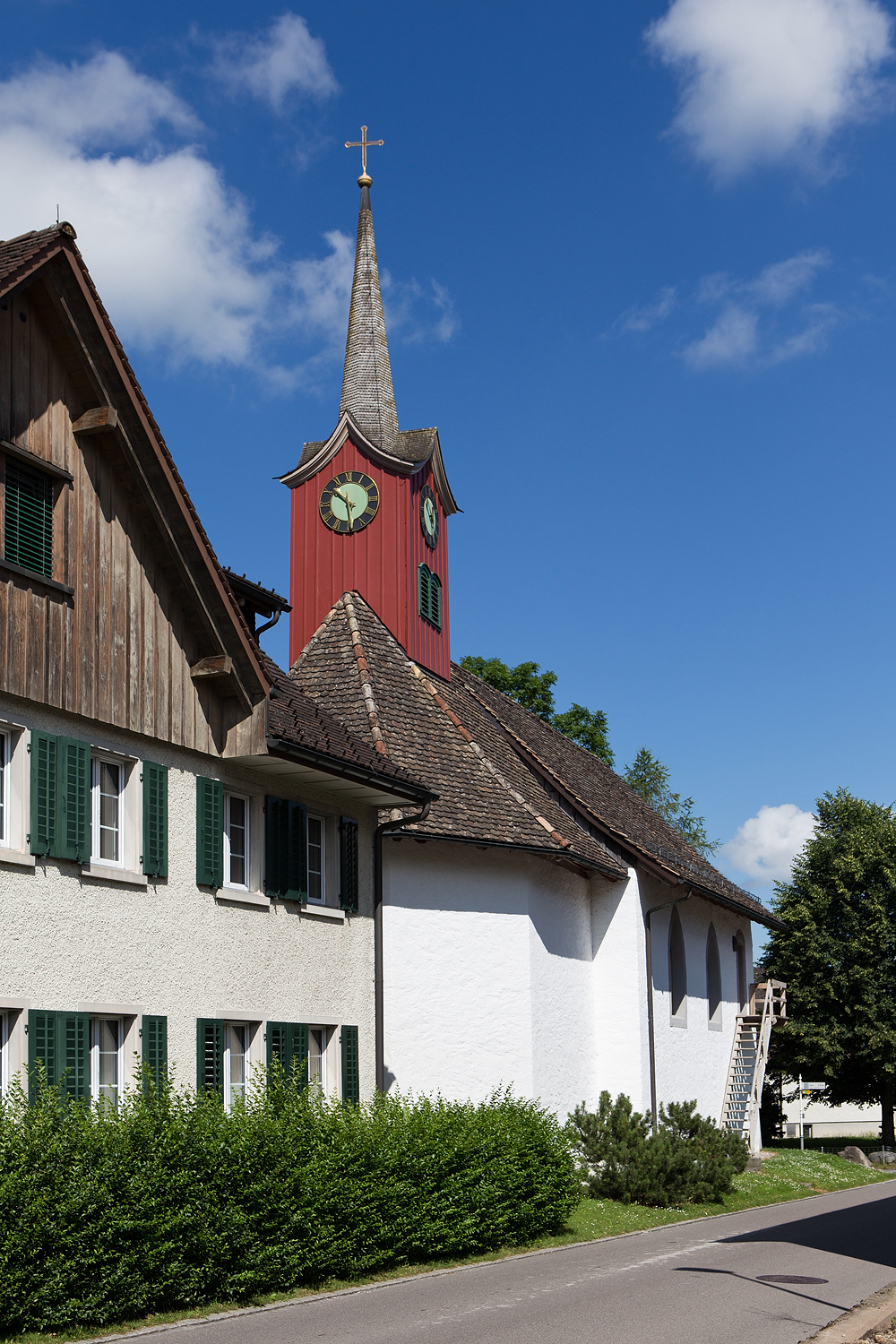
Kapelle
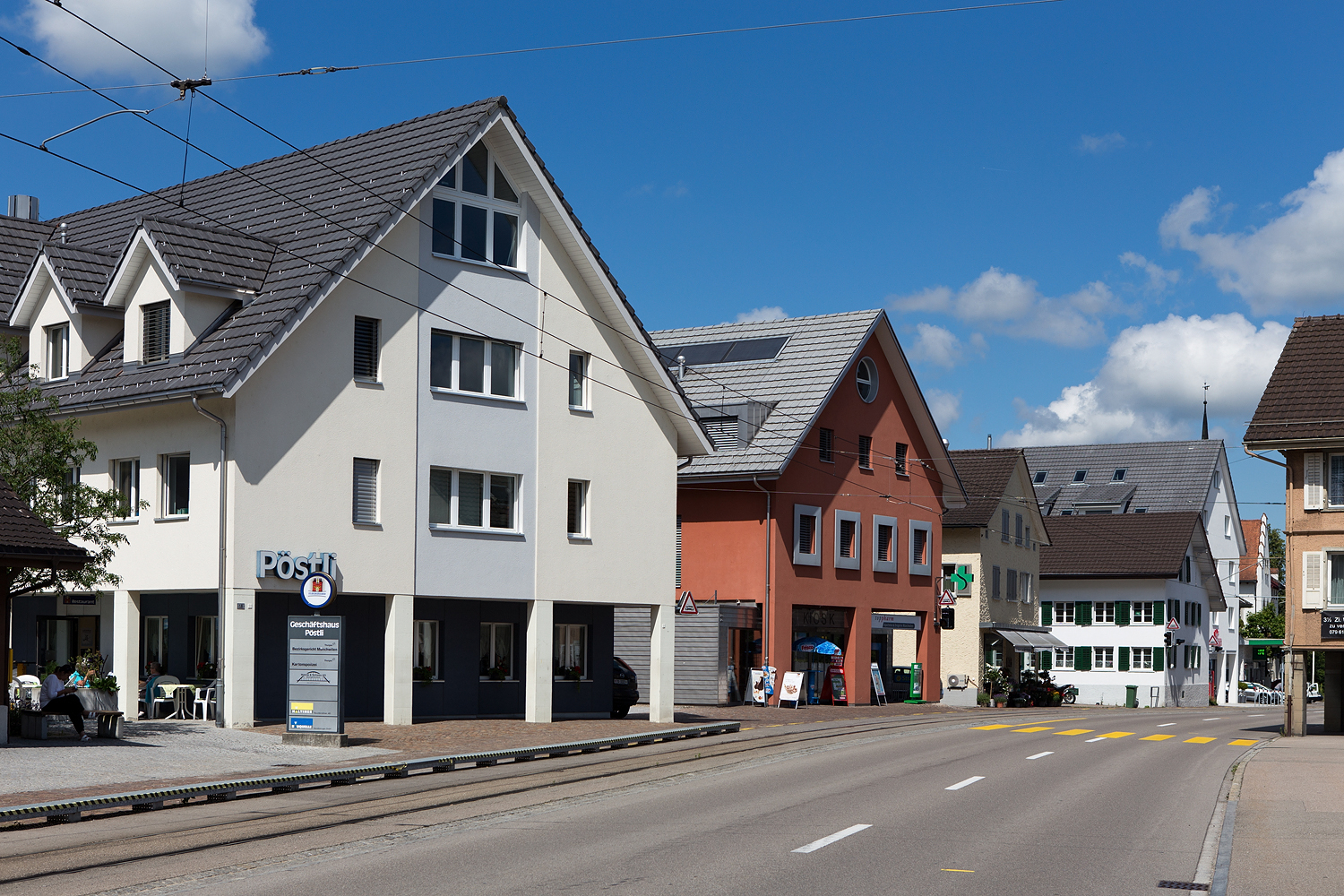
Wilerstrasse
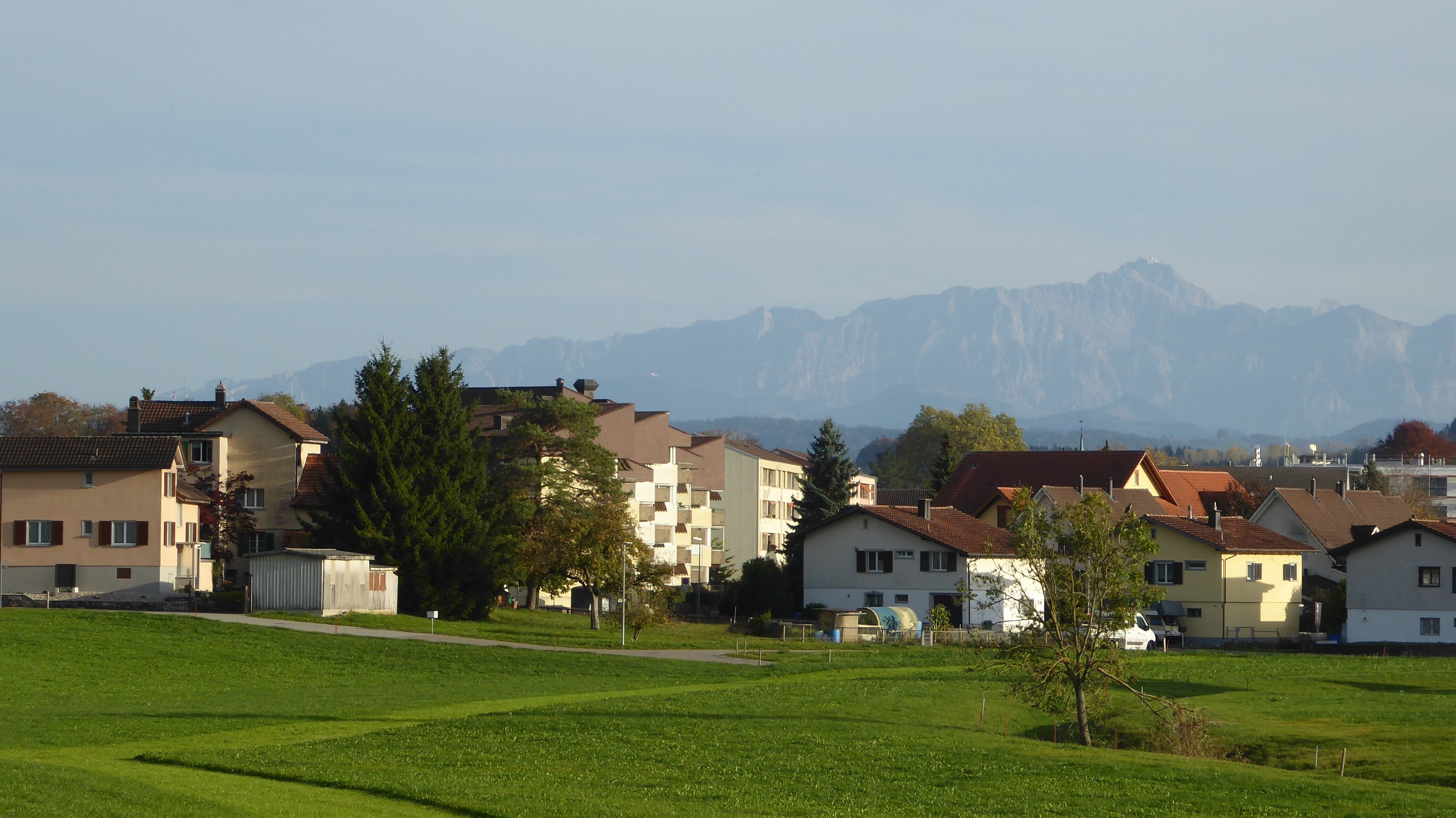
Wohnquartier an der Rütistrasse

## Persönlichkeiten
- Yves Rüedi (* 1976), Bundesrichter
- Josef Ignaz Rüsch (1794–1855), Mühlenbauer und Fabrikant
- Robert Thomann (1873–1958), Bauingenieur